# Micaelamys
A Micaelamys az emlősök (Mammalia) osztályának a rágcsálók (Rodentia) rendjébe, ezen belül az egérfélék (Muridae) családjába tartozó nem.
Egyes rendszerezők még mindig az Aethomys nembe helyezik a Micaelamys nem két faját.

## Rendszerezés
A nembe az alábbi 2 faj tartozik:
- Micaelamys granti Wroughton, 1908 - típusfaj; szinonimája: Aethomys granti
- Micaelamys namaquensis A. Smith, 1834 - szinonimája: Aethomys namaquensis